# Vârtop, Constanța
Vârtop (în trecut Deliorucci) este un sat în comuna Albești din județul Constanța, Dobrogea, România. La recensământul din 2002 avea o populație de 292 locuitori.